# Propil-amin
A propil-amin, más néven n-propil-amin az aminok közé tartozó szerves vegyület, képlete C2H5CH2NH2 (másként írva C3H7NH2 vagy C3H9N). Színtelen, illékony folyadék.
Gyenge bázis, Kb (bázisállandó) értéke 4,7·10−4.

## Előállítása
Előállítható 1-propanol és ammónium-klorid nagy hőmérsékleten és nyomáson végzett reakciójával Lewis-sav katalizátor, például vas(III)-klorid alkalmazása mellett.

## Fordítás
Ez a szócikk részben vagy egészben  a   Propylamine című angol Wikipédia-szócikk ezen változatának fordításán alapul.  Az eredeti cikk szerkesztőit annak laptörténete sorolja fel. Ez a jelzés csupán a megfogalmazás eredetét és a szerzői jogokat jelzi, nem szolgál a cikkben szereplő információk forrásmegjelöléseként.